# Inchoatief werkwoord
Een inchoatief werkwoord is een werkwoordsvorm waarvan de betekenis "iets dat begint of aan het ontstaan is" is. Deze betekenis wordt - meestal door middel van een gebonden morfeem - afgeleid van een ander werkwoord. Het inchoatieve aspect is daarmee een apart aspect van werkwoorden.
In veel talen zoals het Grieks en Latijn heeft inchoativiteit een sterk productief karakter. Door middel van een infix kan van allerlei werkwoorden een secundaire inchoatieve betekenis worden afgeleid. In het Nederlands is het meest productieve element met een inchoatieve betekenis het voorvoegsel in-: (in-schakelen, in-zetten, enz.)

## Latijn
In het Latijn heeft met name het infix -sc- een inchoatieve betekenis. Dit infix is in veel vormen van de tegenwoordige tijd aanwezig:
- apiscor, apisci, aptus sum, "bereiken"
- cresco, crescere, crevi, cretus (<creo), "(op)groeien"
- convalesco, convalescere, convalui(<convaleo), "herstellen, beter/sterker worden"
- disco, discere, didici, "leren"
- irascor, irasci, iratus sum, "woedend zijn"
- lapidesco, lapidescere, "verstenen"
- misceo, miscere, miscui, mixtus, "mengen"
- nanciscor, nancisci, nactus/nanctus sum, "worden"
- nosco, noscere, novi, notus, "te weten komen"
- obdormisco, obdormiscere, obdormivi, obdormitus(<dormio), "in slaap vallen"
- posco, poscere, poposci, "vragen, verzoeken"
- proficiscor, proficisci, profectus sum, "vertrekken"
- rubesco, rubescere, rubui (<rubeo), "rood worden"

In de meeste Romaanse talen (zoals het Italiaans) heeft dit infix zijn inchoatieve betekenis verloren. Zo betekent de vorm fin-isco met een dergelijk infix tegenwoordig niets anders meer dan "ik (be-)eindig", terwijl het inchoatieve infix ontbreekt in de overeenkomende meervoudsvorm fin-iamo, "wij (be-)eindigen".

## Grieks
Het Oudgrieks had een gelijksoortig infix -sk- met inchoatieve betekenis. Wanneer de stam van werkwoorden op een medeklinker eindigt wordt -ισκ- toegevoegd, wanneer de stam op een klinker eindigt wordt -σκ- toegevoegd.
- ἀρέσκω "bevallen"
- φάσκω "voeden"